# Углепластики

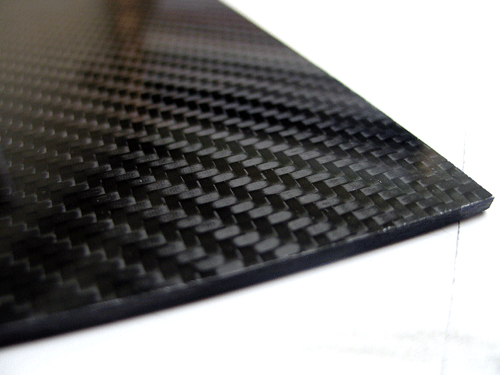
Лист из углепластика

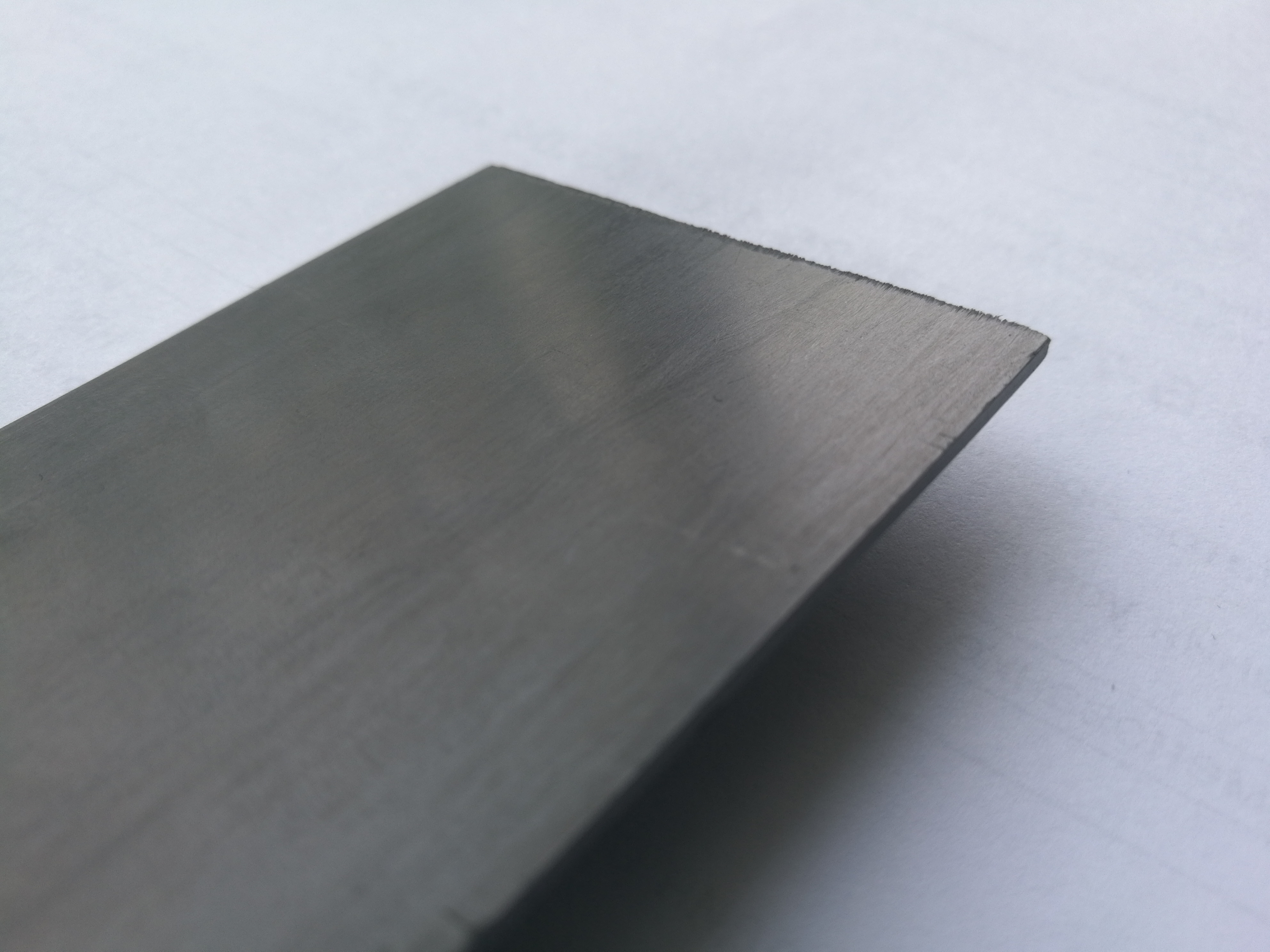
Углеродная ламель (пултрузионная пластина)

Карбон  (углепластики, карбонопластики, от англ. carbon — углерод) — полимерные композитные материалы из переплетённых нитей углеродного волокна, расположенных в матрице из полимерных (например, эпоксидных) смол. Плотность — от 1450 кг/м³ до 2000 кг/м³.
Материалы отличаются высокой прочностью, жёсткостью и малой массой, часто прочнее стали, и гораздо легче. По удельным характеристикам превосходит высокопрочную сталь, например, легированную конструкционную сталь 25ХГСА.
Вследствие дороговизны, при экономии средств и отсутствии необходимости получения максимальных характеристик этот материал применяют в качестве усиливающих дополнений в основном материале конструкции.

## Основные сведения
Основная составляющая часть углепластика — это нити углеродного волокна, состоящего в основном из атомов углерода. Такие нити очень тонкие (примерно 0,005—0,010 мм в диаметре), сломать их очень просто, а вот порвать достаточно трудно. Из этих нитей сплетаются ткани. Они могут иметь разный рисунок плетения (ёлочка, рогожа и др.).
Для придания ещё большей прочности ткани нити углерода кладут слоями, каждый раз меняя угол направления плетения. Слои скрепляются с помощью эпоксидных смол.
Нити углерода обычно получают термической обработкой химических или природных органических волокон, при которой в материале волокна остаются главным образом атомы углерода. Термическая обработка состоит из нескольких этапов:
1. Первый из них представляет собой окисление исходного (полиакрилонитрильного, вискозного) волокна на воздухе при температуре 250 °C в течение 24 часов. В результате окисления образуются лестничные структуры.
2. После окисления следует стадия карбонизации — нагрева волокна в среде азота или аргона при температурах от 800 до 1500 °C. В результате карбонизации происходит образование графитоподобных структур.
3. Процесс термической обработки заканчивается графитизацией при температуре 1600—3000 °C, которая также проходит в инертной среде. В результате графитизации количество углерода в волокне доводится до 99 %.

Помимо обычных органических волокон (чаще всего вискозных и полиакрилонитрильных), для получения нитей углерода могут быть использованы специальные волокна из фенольных смол, лигнина, каменноугольных и нефтяных пеков. Кроме того, детали из карбона превосходят по прочности детали из стекловолокна, но при этом обходятся значительно дороже.
Дороговизна карбона вызвана, прежде всего, более сложной технологией производства и большей стоимостью производных материалов. Например, для проклейки слоёв используются более дорогие и качественные смолы, чем при работе со стеклонитью, а для производства деталей требуется более дорогое оборудование (к примеру, такое как автоклав).

### Недостатки
При производстве углепластиков необходимо очень строго выдерживать технологические параметры, при нарушении которых прочностные свойства изделий резко снижаются. Необходимы сложные и дорогостоящие меры контроля качества изделий (в том числе, ультразвуковая дефектоскопия, рентгеновская, оптическая голография и даже акустический контроль).
Другим серьёзным недостатком углепластиков является их низкая стойкость по отношению к ударным нагрузкам. Повреждения конструкций при ударах посторонними предметами (даже при падении инструмента на неё) в виде внутренних трещин и расслоений могут быть невидимы глазу, но приводят к снижению прочности; разрушение повреждённой ударами конструкции может произойти уже при относительной деформации, равной 0,5 %.

## Производство

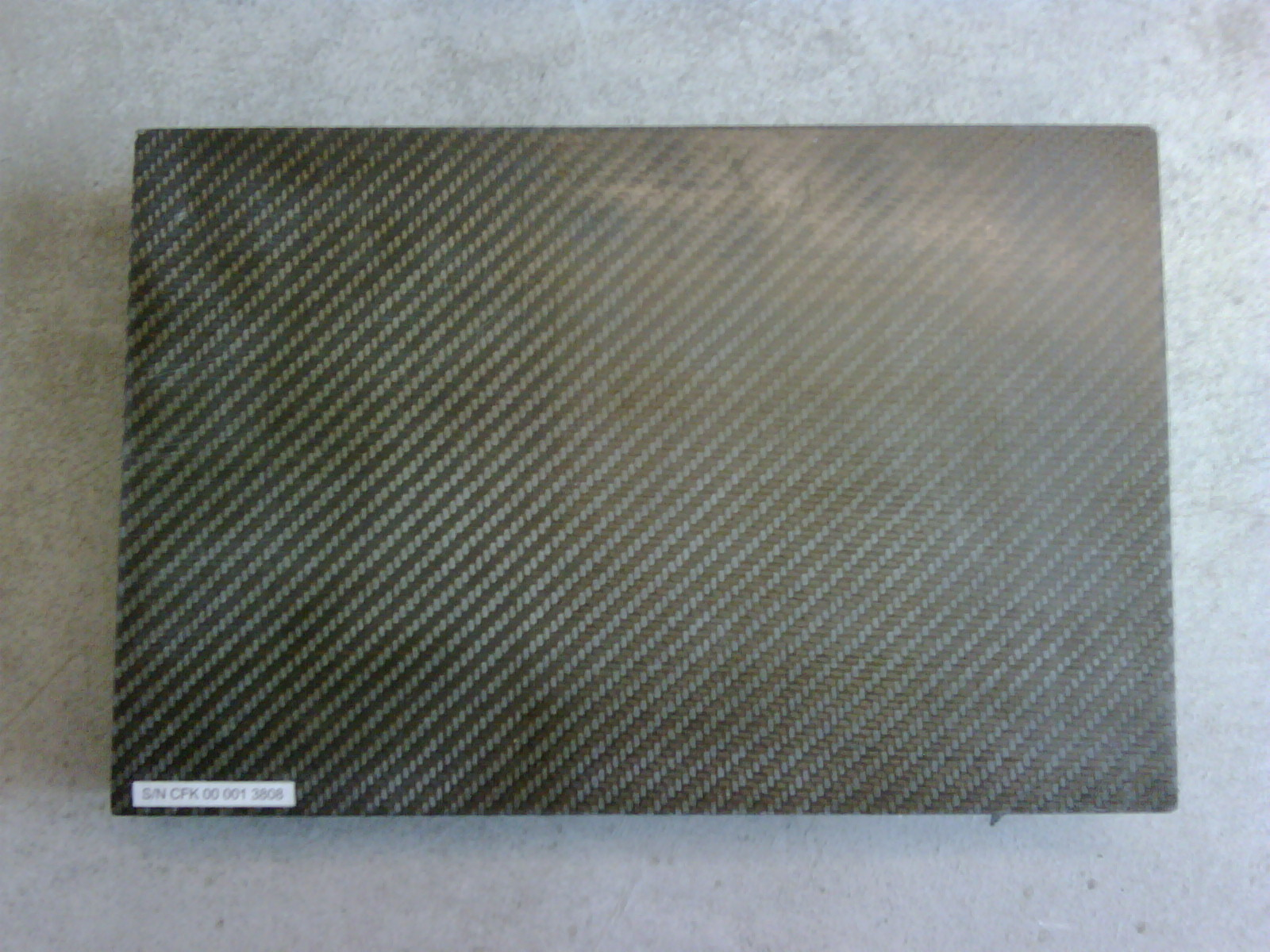
Углепластик

- Прессование. Углеткань выстилается в форму, предварительно смазанную антиадгезивом (например, мыло, воск, воск в бензине, Циатим-221, кремнийорганические смазки). Пропитывается смолой. Излишки смолы удаляются в вакууме (вакуум-формование) или под давлением. Смола полимеризуется, иногда при нагревании. После полимеризации смолы изделие готово.

- Контактное формование. На примере изготовления бампера: берётся металлический исходный бампер, смазывается разделительным слоем. Затем на него напыляется монтажная пена (гипс, алебастр). После отвердевания снимается. Это матрица. Затем её смазывают разделительным слоем и выкладывают ткань. Ткань может быть предварительно пропитанной, а может пропитываться кистью или поливом непосредственно в матрице. Затем ткань прокатывается валиками — для уплотнения и удаления пузырьков воздуха. Затем полимеризация (если отвердитель горячего отверждения, то в печи, если нет, то при комнатной температуре — 25 °C). Затем бампер снимается, если надо — шлифуется и красится.
- Вакуумная инфузия. На подготовленную матрицу выкладывается углеродная ткань (без пропитки), далее выкладываются технологические слои для равномерного распространения связующего. Под технологический пакет подаётся разрежение. После этого открывается клапан подачи связующего и оно, под действием вакуума заполняет пустоты и пропитывает углеродную ткань.
- Вакуумное формование. Это изменение формы плоских заготовок (листов или плёнок) из термопластичного полимерного материала при повышенных температурах и воздействии вакуума в объёмные формованные изделия. За счёт относительно невысокой стоимости технологической оснастки, данная технология оказывается крайне привлекательной при изготовлении партий изделий от 10 до 5000 шт., а иногда и до 30.000 шт.
- Пултрузия. Технология изготовления высоконаполненных волокном композиционных деталей с постоянной поперечной структурой. В настоящее время активно используется в производстве полимерных композиционных материалов, например, для производства углеродных ламелей (пластин).
- Намотка. Суть технологии заключается в непрерывном наматывании предварительно пропитанного ровинга/ов (стеклянного, углеродного, базальтового, комбинированного) или ленты на предварительно подготовленную форму — мандрель. После намотки необходимого количества слоёв, мандрель с намотанными слоями помещается в нагревательную печь для дальнейшей полимеризации.
- RTM. Сухой армирующий материал укладывается между двух частей герметично закрытой жёсткой оснастки. Связующее низкой вязкости подаётся под давлением в пресс-форму, вытесняя воздух в сторону дренажных каналов до тех пор, пока форма не будет полностью заполнена. Пресс-формы для этой технологии, как правило, изготавливаются из металла с низким КЛТР. Данная технология хорошо подходит для мелкосерийного и серий средних объёмов от 500 до 20 000 изделий в год.
- LFI. Технология LFI (Long Fiber Injection — длинноволоконная инжекция) была разработана немецкой фирмой Krauss Maffei в 1995 году. Характеристика производства: инжекция длинного волокна, процесс используемый для производства компонентов интерьера и экстерьера автомобилей, конструкция которых имеет сложную форму, крупные габариты и окрашенную поверхность класса А. В этом процессе рубленое волокно из ассемблированного ровинга, напыляется в форму (матрицу) с контролируемой температурой. В это же время смешивается жидкий изоцианат и полиол, подаётся совместно с рубленым волокном в матрицу. Все эти компоненты напыляются в форму (матрицу), форма смыкается и заполняются путём расширения полиуретановой пены в результате химической реакции введённых компонентов. Несколько минут спустя, полимеризация закончена и изделие может быть извлечено из матрицы.
- SMC/BMC. Материал нарезается, в соответствии со схемой раскроя, и переносится в пресс-форму, нагретую до рабочей температуры. Пресс-форма смыкается, в результате чего под давлением материал растекается в полости формы и отверждается. В конце цикла изделие извлекается из пресс-формы, и производится его окончательная механическая обработка и окраска (если это необходимо).

Трубы и иные цилиндрические изделия производят намоткой. Форма волокна: нить, лента, ткань. Смола: эпоксидная или полиэфирная. Возможно изготовление форм из углепластика в домашних условиях, при наличии опыта и оборудования.

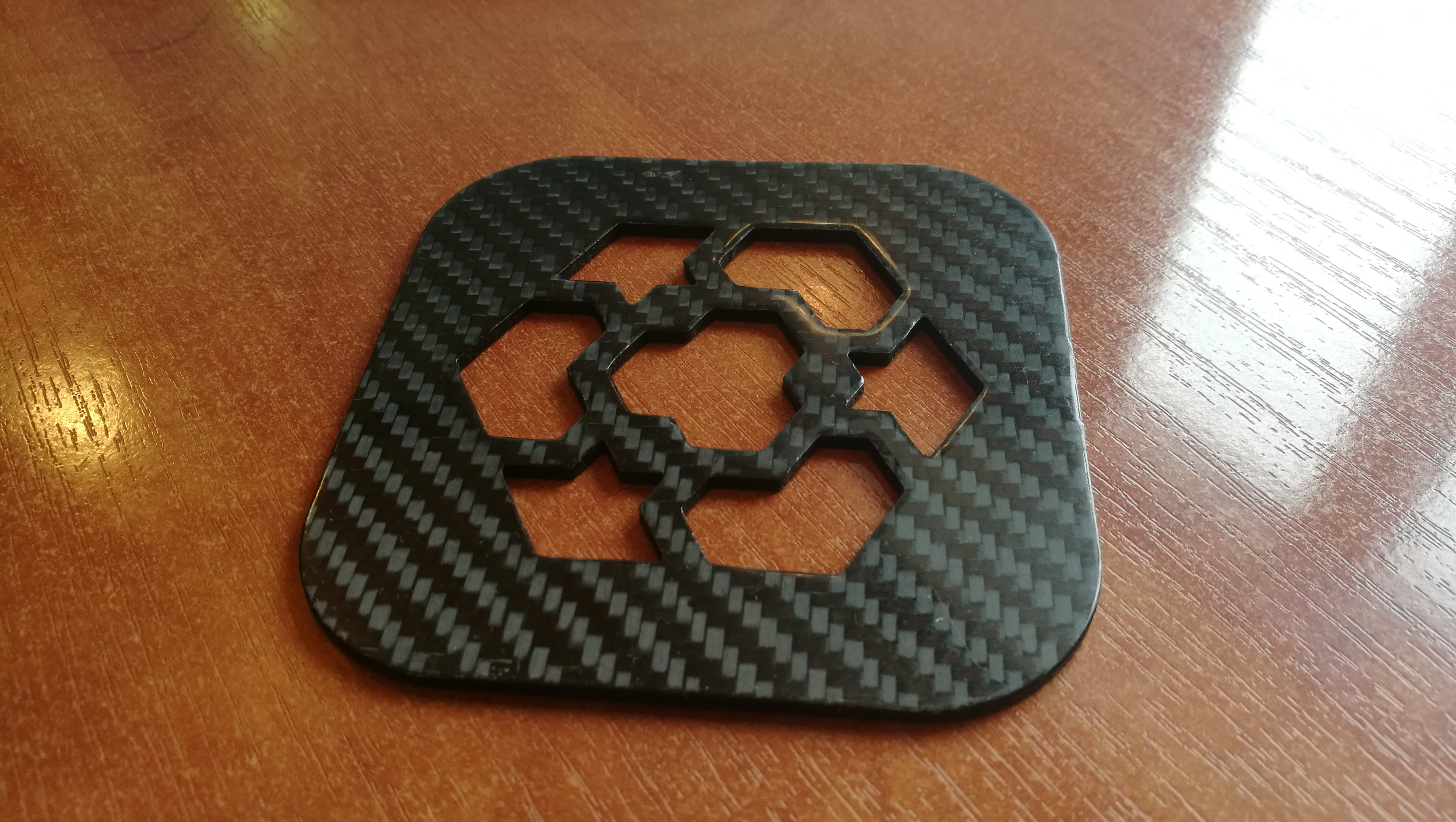
Углепластиковая подставка под кофе

## Применение
Углепластики широко используются при изготовлении лёгких, но прочных деталей, заменяя собой металлы, во многих изделиях от частей космических кораблей до удочек, среди которых:
- ракетно-космическая техника;

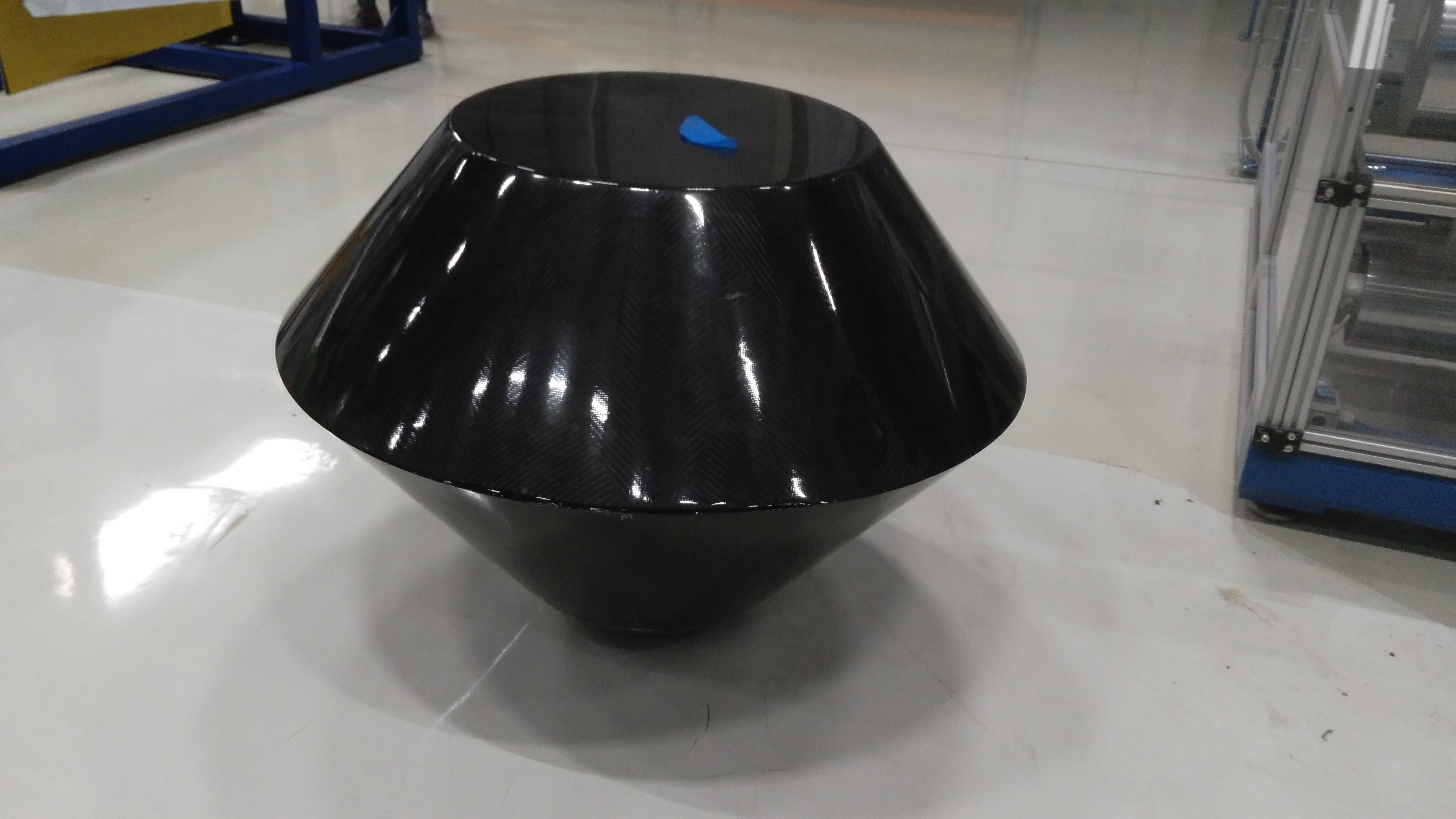
Углепластиковая неваляшка

- авиатехника (самолётостроение, вертолётостроение (например, несущие винты));
- судостроение (корабли, спортивное судостроение);
- автомобилестроение (спортивные автомобили (например, бамперы, пороги, двери, крышки капотов), мотоциклы, прототипы MotoGP, болиды Формулы 1 (кокпиты и обтекатели), а также при оформлении салонов;
- наука и исследования;
- усиление железобетонных конструкций;
- спортивный инвентарь (роликовые коньки, велосипеды, футбольные бутсы, хоккейные клюшки, сноуборды, лыжи, лыжные палки и ботинки, ракетки для тенниса, основания для настольного тенниса, лезвия коньков, стрелы, оборудование виндсерфинга, моноласты), вёсла;
- медицинская техника;
- протезостроение
- рыболовные снасти (удилища);
- профессиональные фото- и видеоштативы;
- бытовая техника (отделка корпусов телефонов, ноутбуков, рукояти складных ножей и пр.);
- моделизм;
- струны для музыкальных инструментов;
- изготовление индивидуальных супинаторов (особенно для спорта);
- инструменты рукоделия (вязальные спицы);
- карбон слабо поглощает рентгеновское излучение, поэтому из него изготавливают окошки рентгеновских и широкодиапазонных гамма-детекторов (через которые излучение проникает в детектор).

## Полимеры, усиленные углеродными нанотрубками (CNRP)
Углеродные нанотрубки как основа углепластика в несколько раз прочнее, гибче, чем резина, и даже легче, чем O2. Материал сильно отличается от обычного углеродного волокна. Такой вид углепластика применён, в частности, в конструкции самолёта Lockheed Martin F-35 Lightning II.